# Сан Венанцо
Сан Венанцо (итал. San Venanzo) је насеље у Италији у округу Терни, региону Умбрија.
Према процени из 2011. у насељу је живело 980 становника. Насеље се налази на надморској висини од 457 м.

## Становништво
Према резултатима пописа становништва 2011. у општини је живело 2.311 становника.
| 1931. | 1936. | 1951. | 1961. | 1971. | 1981. | 1991. | 2001. | 2011. |
| ----- | ----- | ----- | ----- | ----- | ----- | ----- | ----- | ----- |
| 4.822 | 5.126 | 5.202 | 3.870 | 2.748 | 2.362 | 2.325 | 2.295 | 2.311 |